# Ali Hadri
Ali Hadri, född 1928, död 1987, var en albansk historiker.
Ali Hadri tog första examen 1957 i historia vid universitet i Belgrad. Han avlade 1970 doktorsexamen vid universitet i Pristina och blev professor i albansk historia vid samma universitet. Han blev av med sitt arbete av belgradregimen på grund av den albanska resningen i Kosovo 1981. Ali Hadri var även medlem i Kosovos akademi för vetenskap och konst.